# Мост Сэмюэла Беккета
Мост Сэмюэла Беккета — вантовый мост, соединяющий северный и южный берега реки Лиффи в Дублине, Ирландия. Назван в честь ирландского писателя Сэмюэла Беккета. Спроектирован испанским архитектором Сантьяго Калатравой. Это второй мост этого архитектора в Дублине. Первый мост — Джеймса Джойса — расположен выше по течению Лиффи.
Длина моста — 123 м, ширина — 48 м. Мост способен поворачиваться на 90 градусов, открывая путь судам, проходящим по реке.
Строительство моста началось в 1998 году. Стоимость проекта первоначально оценивалась в 11 миллионов евро, но со временем выросла до 60 миллионов евро. Сборка моста осуществлялась в Роттердаме на предприятии, которое занималось, например, изготовлением стальных конструкций Лондонского глаза. Мост был перевезён в Ирландию в мае 2008 года.
Для пешеходов мост был открыт 10 декабря 2009 года. В церемонии принимал участие лорд-мэр Дублина Эмер Костелло, также её посетили родственники Беккета, известный театральный и киноактёр Барри Макговерн и поэт Шеймас Хини.
В будущем по мосту Сэмюэла Беккета планируется пустить трамвай.
Мост внешне напоминает арфу — государственный символ Ирландии.